# Hellyethira radonensis
Hellyethira radonensis is een schietmot uit de familie Hydroptilidae. De soort komt voor in het Australaziatisch gebied.